# پایایی (آمار)

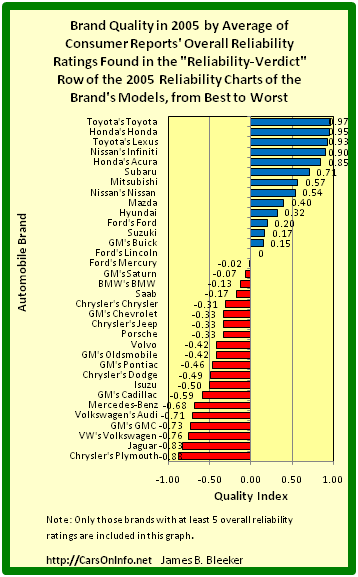
پایایی یا قابلیت اعتماد

پایایی یا قابلیت اعتماد (به انگلیسی: Reliability) در آمار و روان‌سنجی، قوام کلی یک سنجش است. یک اندازه‌گیری یا سنجش در صورت تولید نتایج مشابه در شرایط ثابت از پایایی بالایی برخوردار خواهد بود. اگر روند آزمایش با گروهی از برگزارکنندگان آزمون تکرار شود، اساساً همان نتایج به دست می‌آید. انواع مختلفی از ضرایب قابلیت اطمینان، با مقادیر بین ۰٫۰۰ (خطای بسیار) و ۱٫۰۰ (بدون خطا)، معمولاً برای نشان دادن میزان خطا در پایایی استفاده می‌شود. به عنوان مثال، اندازه‌گیری قد و وزن افراد پایایی بالایی دارد.
در تحقیقات پیمایشی دو نوع خطا وجود دارد خطای تصادفی و خطای اندازه‌گیری.  خطای تصادفی مربوط به نحوه نمونه‌گیری است و خطای اندازه‌گیری مربوط به ابزار اندازه‌گیری. پایایی به این معنی است که تکرار یک آزمون توسط افراد مختلف تا چه اندازه نتایج یکسانی می‌دهد. وقتی ابزار پژوهشی پایایی دارد یعنی افراد مختلف می‌توانند به نتیجهٔ یکسانی برسند و تکرار آزمایش همواره نتیجهٔ قابل پیش بینی دارد. ضریب قابلیت اعتماد یا پایایی نشانگر آن است که تا چه اندازه ابزار اندازه‌گیری ویژگی‌های با ثبات آزمودنی یا ویژگی‌های متغیر و موقتی آن را می‌سنجد. لازم به ذکر است که پایایی در یک آزمون می‌تواند از موقعیتی به موقعیت دیگر کاملا متفاوت باشد. برای محاسبه ضریب قابلیت اعتماد ابزارهای اندازه‌گیری شیوه‌های مختلفی وجود دارد. از جمله الف) بازآزمایی ، ب) همتاسازی ، ج) روش تصنیف (دو نیمه کردن)  و د) روش کودر- ریچاردسون ه) الفای کرونباخ